# Jevišovka (Fluss)
Die Jevišovka (deutsch Jaispitzer Bach, auch Gessowka) ist ein linker Nebenfluss der Thaya in Tschechien.

## Verlauf
Die Jevišovka entspringt westlich von Komárovice in der Jevišovická pahorkatina (Jaispitzer Hügelland); ihre Quelle liegt am südöstlichen Fuße des Hügels Láč (587 m n.m.). Mit südöstlicher Richtung fließt der Bach auf seinem Oberlauf durch den Budkauer Wald und wird dort in mehreren Teichen angestaut. Unterhalb des Waldes überquert die Bahnstrecke Moravské Budějovice–Jemnice den Bach. Danach folgen entlang des Baches die Ortschaften Jackov, Krnčice, Častohostice, Blízkovice und Harendy, wo die Bahnstrecke Znojmo–Nymburk über die Jevišovka führt. In Grešlové Mýto überquert die Silnice I/38 den Bach.
Anschließend nimmt die Jevišovka östliche Richtung und fließt über Boskovštejn, Střelice und Jevišovice durch den Naturpark Jevišovka. Auf diesem Abschnitt bildet der Bach ein zunehmend felsiges tiefes Tal und wird westlich von Jevišovice im Stausee Jevišovice gestaut. In Jevišovice durchfließt die Jevišovka zwei Flussschleifen, über denen sich das Alte Schloss und die wüste Burg Jevišovice gegenüberstehen. Bei Záduška wendet sich die Jevišovka wieder nach Südosten; entlang ihres Laufes folgen Černín, Vevčice, Venclův Mlýn, Culpovec und Plaveč, wo der Bach den Naturpark Jevišovka verlässt und in den Stausee Výrovice fließt. Die rechtsseitigen Hänge im Mündungsbereich des Plenkovický potok gegenüber von Culpovec sind Teil des Naturdenkmals Lapikus. Danach fließt der Bach durch Výrovice und Tvořihráz, dort verlässt er die Jevišovická pahorkatina und erreicht die Thaya-Schwarza-Senke.
Sein Unterlauf durch die Ebene führt vorbei an Žerotice, Kyjovice, Bohunice, Prosiměřice, Vítonice, Stošíkovice na Louce und Práče. In Lechovice wird der Bach von der Silnice I/53 überquert. Danach folgen Borotice, Filipovice, Mlýnské Domky, České Křídlovice und Božice. Auf ihrem letzten Abschnitt wendet sich die Jevišovka wieder nach Osten; entlang des Baches liegen Kolonie u Dvora, Karlov, Pravice, Emin Zámek, Nový Dvůr – wo er von der Bahnstrecke Hevlín–Brno überbrückt wird – sowie Hrušovany nad Jevišovkou und Jevišovka. Nach knapp 82 Kilometern mündet die Jevišovka östlich des Dorfes Jevišovka in die Thaya; gegenüber liegt die Mündung des Baštýnský potok (Basteiner Bach).
Die Jevišovka hat ein Einzugsgebiet von 787 km². Dieses umfasst 267 Teiche und Stauseen mit einer Gesamtfläche von 377 ha. Davon ist der Stausee Výrovice mit 52,36 ha die größte. Die 1894–1897 errichtete Talsperre Jevišovice gehört zu den ältesten mitteleuropäischen Talsperrenbauten mit einer Schwerkraftmauer.  Der durchschnittliche Durchfluss der Jevišovka in Hrušovany nad Jevišovkou liegt bei 1,35 m³/s.

## Zuflüsse
- Syrovický potok (r), bei Harendy
- Doubravka (r), in Grešlové Mýto
- Stanůvka (r), oberhalb des Stausees Jevišovice
- Nedveka (l) in Střelice
- Slatinský potok (l), in Záduška
- Kroužský potok (l), unterhalb von Černín
- Hluboký potok (r), bei Venclův Mlýn
- Plenkovický potok (r), bei Culpovec
- Mikulovický potok (l), im Stausee Výrovice
- Křepička (l), bei Vítonice
- Skalička (l), bei Stošíkovice na Louce
- Únanovka (r), bei Práče
- Příční potok (r), bei Kolonie U Dvora
- Břežanka (l), bei Nový Dvůr